# Adesha
Adesha är ett släkte av steklar. Adesha ingår i familjen bracksteklar.
Kladogram enligt Catalogue of Life:
| Adesha | \| \| Adesha acuta \| \| \| \| \| \| Adesha albolineata \| \| \| \| |
|        | \| \| Adesha acuta \| \| \| \| \| \| Adesha albolineata \| \| \| \| |
|        | Adesha acuta                                                        |
|        |                                                                     |
|        | Adesha albolineata                                                  |
|        |                                                                     |